# Internazionali d'Italia 2000 - Qualificazioni doppio maschile
Le qualificazioni del torneo doppio maschile degli Internazionali d'Italia 2000 sono state un torneo di tennis preliminare per accedere alla fase finale della manifestazione. I vincitori dell'ultimo turno sono entrati di diritto nel tabellone principale. In caso di ritiro di uno o più giocatori aventi diritto a questi sono subentrati i lucky loser, ossia i giocatori che hanno perso nell'ultimo turno ma che avevano una classifica più alta rispetto agli altri partecipanti che avevano comunque perso nel turno finale.
Le qualificazioni prevedevano 4 coppie partecipanti di cui una è entrata nel tabellone principale.

## Teste di serie
1. Marius Barnard /  Cyril Suk (primo turno)

1. Nicolas Escudé /  Roger Federer (primo turno)

## Qualificati
1. Nicolas Escudé  /   Roger Federer

## Tabellone

### Legenda
| - Q = Qualificato - WC = Wild card - LL = Lucky loser | - ALT = Alternate - SE = Special Exempt - PR = Protected Ranking | - w/o = Walkover - r = Ritirato - d = Squalificato |

|  | Primo turno | Primo turno                          | Primo turno                          | Primo turno | Primo turno |  |  | Ultimo turno | Ultimo turno                          | Ultimo turno                          | Ultimo turno | Ultimo turno |  |
|  |             |                                      |                                      |             |             |  |  |              |                                       |                                       |              |              |  |
|  |             | Davide Sanguinetti Laurence Tieleman | Davide Sanguinetti Laurence Tieleman | 6           | 7           |  |  |              |                                       |                                       |              |              |  |
|  | 1           | Marius Barnard Cyril Suk             | Marius Barnard Cyril Suk             | 1           | 5           |  |  |              | Marco Meneschincheri Filippo Volandri | Marco Meneschincheri Filippo Volandri | 4            | 4            |  |
|  | 3           | Arnaud Clément Sébastien Grosjean    | Arnaud Clément Sébastien Grosjean    | 7           | 6           |  |  | 2            | Nicolas Escudé Roger Federer          | Nicolas Escudé Roger Federer          | 6            | 6            |  |
|  |             | Mark Keil Sargis Sargsian            | Mark Keil Sargis Sargsian            | 5           | 0           |  |  |              |                                       |                                       |              |              |  |